# Margaret Howard (comtesse de Nottingham)
Pour les articles homonymes, voir Margaret Howard et Margaret Stewart.
Margaret Stewart ou Stuart (circa 1591 - 4 août 1639) est la fille du comte de Moray James Stewart et de son épouse Élisabeth Stuart. Elle est l'une des dames de compagnie de la reine Anne de Danemark, épouse de Jacques VI et Ier.
En septembre 1603, elle épouse le comte de Nottingham Charles Howard, veuf de Catherine Carey. Ils ont deux enfants :
- Charles (1610-1681), 3e comte de Nottingham ;
- Anne (née vers 1612), qui épouse le 29 décembre 1627 Alexander Stewart, baron Garlies, fils du comte de Galloway Alexander Stewart.

Après la mort de son premier mari, en 1625, elle se remarie avec le vicomte William Monson. Ils n'ont pas eu pas d'enfants.